# Атие Мехисти Кадын-эфенди
Атие́ Мехисти́ Кады́н-эфе́нди (тур. Atiye Mehisti Kadın Еfendi; 27 января 1892, Йонгалык, Адапазары, Османская империя — 1964, Лондон, Англия, Великобритания) — третья супруга последнего халифа из династии Османов, Абдул-Меджида II, и мать его единственной дочери Дюррюшехвар-султан.

## Имя
Мемуарист Харун Ачба в своей книге «Жёны султанов: 1839—1924» пишет, что «Атие́» было именем, данным ей при рождении, а имя «Мехисти́» девушка получила позже в гареме. Энтони Алдерсон указывает именем третьей жены Абдул-Меджида II «Михисти́». Турецкий историк Недждет Сакаоглу приводит варианты «Мехисти́», «Михисти́» и «Атийе́ Мехисти́».

## Биография

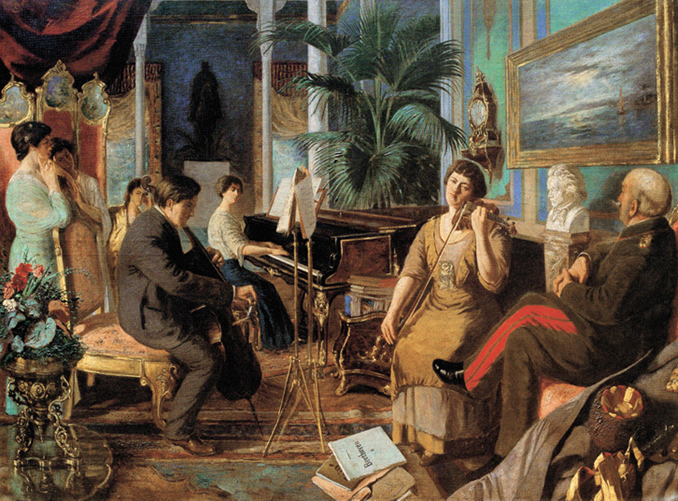
«Бетховен во дворце», Абдул-Меджид II, 1915.
На картине изображена музыкальная комната в Павильон Абдулмеджида-эфенди: главная жена Шехсувар играет на скрипке, Офелия (Хатче-кадын) — на пианино, сын Абдул-Меджида Омер Фарук — на виолончели. Женщины позади Омера Фарука, вероятно, оставшиеся жёны Абдул-Меджида, одна из которых — Атие Мехисти.

Атие Мехисти родилась 27 января 1892 года в деревне Йонгалык близ Адапазары в семье абазинского князя Хаджимафа Акалсбы и его жены Сафие-ханым. Семья Атие окончательно переселилась из Абхазии после Кавказской войны в 1893 году. Помимо Атие в семье было ещё две дочери — Михридиль и Михривефа, а также сын Февзи; все три девочки были отданы на воспитание в султанский дворец, а Февзи позднее попал на воспитание к самой Атие Мехисти и стал любимцем Абдул-Меджида II.
Свадьба Атие и Абдул-Меджида состоялась 16 апреля 1912 года в особняке в Багларбаши. Атие стала третьей женой наследника и матерью его единственной дочери Дюррюшехвар-султан, родившейся 12 марта 1913 года. Мемуарист Харун Ачба описывает Атие Мехисти как красивую высокую голубоглазую светловолосую женщину. Абдул-Меджид, имевший талант к рисованию, написал несколько портретов своей третьей жены.

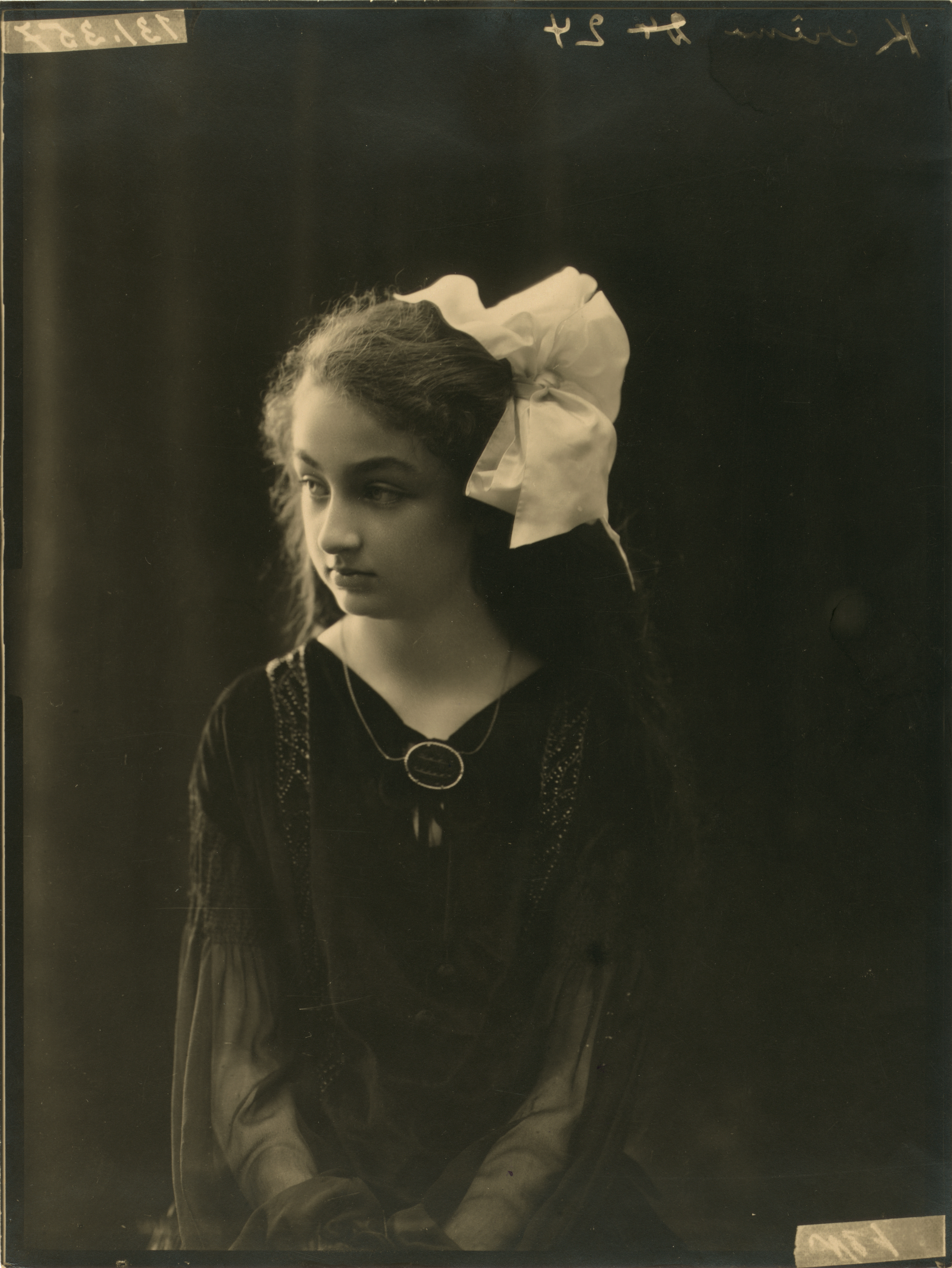
Дочь Атие Мехисти Дюррюшехвар-султан, 1923 год

К 1922 году политическая обстановка в стране накалилась до предела. 1 ноября 1922 года Великое национальное собрание Турции в Анкаре постановило разделить султанат и халифат и упразднить первый, чтобы положить конец правительству в Стамбуле. 19 (по другим данным — 18) ноября 1922 года Великое национальное собрание Турции избрало Абдул-Меджида халифом, как наиболее достойного этого титула. Семья халифа перебралась в бывший султанский дворец Долмабахче.
29 октября 1923 года Османское государство прекратило своё существование, а на смену ему пришла Турецкая Республика, и необходимость в халифате отпала. 3 марта 1924 года был издан закон № 431, согласно которому все прямые члены династии Османов изгонялись из страны. Атие последовала в изгнание вслед за супругом и дочерью. В тот же вечер Абдул-Меджид с детьми, жёнами и ближайшим окружением автомобилями был доставлен к поезду в Чаталдже. Семье бывшего халифа были предоставлены от правительства 2000 фунтов, швейцарские визы и номера в одном из альпийских отелей. В октябре 1924 года Абдул-Меджиду с семьёй удалось уехать во Францию, где они поселились сначала в Ницце, затем в Париже. Во время пребывания в Ницце 12 ноября 1931 года была выдана замуж дочь Атие Мехисти Дюррюшехвар-султан; некоторое время после свадьбы дочери Атие жила вместе с ней в Индии.
Абдул-Меджид умер 23 августа 1944 года. После смерти мужа Атие переехала к дочери, которая успела развестись к этому моменту, в Лондон. В этот период с разрешения правительства Турции Атие Мехисти почти каждое лето приезжала в Стамбул, чтобы навестить сестёр. В 1964 году в Лондоне она перенесла инсульт и вскоре скончалась. Атие Мехисти была похоронена на Бруквудском кладбище. Её дочь умерла в 2006 году и была похоронена рядом с Атие.